# Epidromia poaphiloides
Epidromia poaphiloides är en fjärilsart som beskrevs av Achille Guenée 1852. Epidromia poaphiloides ingår i släktet Epidromia och familjen nattflyn. Inga underarter finns listade i Catalogue of Life.